# Multi-Directional
Multi-Directional ist ein Jazzalbum von Andrew Lisle, John Edwards und Kit Downes. Die im November 2020 im Londoner Veranstaltungsort Cafe Oto entstandenen Aufnahmen erschienen am 9. Mai 2022 auf Colin Websters Label Raw Tonk.

## Hintergrund
Diese Aufnahme ist das erste Album des generationenübergreifenden Improvisationstrios, bestehend aus Schlagzeuger Andrew Lisle, Bassist John Edwards und Pianist Kit Downes.
Das von Lisle zusammengestellte Trio spielte im November 2020 im Café Oto in London während einer kurzen Pause zwischen den Lockdowns infolge der COVID-19-Pandemie; der Mitschnitt dokumentiert den ersten Auftritt dieses Trios.
Edwards ist ein Free-Jazz- und Improvisations-Veteran, der auf Dutzenden von Aufnahmen mit einer breiten Palette von Musikern mitgewirkt hat. Lisle ist im Vergleich dazu ein Neuzugang in der Szene, hat sich aber bereits einen Ruf als Improvisationsmusiker erarbeitet, wie Ian Mann feststellt. So hat er regelmäßig u. a. mit Colin Webster, Alex Ward und John Dikeman Aufnahmen gemacht. Es ist bei dem Mitschnitt kein Publikumsapplaus zu erkennen, und man hat den Eindruck, dass das Trio die Räumlichkeiten des Café Oto während des Lockdowns quasi als Studio genutzt habe, so Ian Mann.

## Titelliste
- Andrew Lisle / John Edwards / Kit Downes: Multi-Directional (Raw Tonk RT 058)[2]

1. Vehemence – Part 1 22:07
2. Vehemence – Part 2 14:57
3. Ardency Part 1 17:57
4. Ardency Part 2 14:24

Die Kompositionen stammen von Andrew Lisle, John Edwards und Kit Downes.

## Rezeption
Sowohl die Energie als auch die Nuancen der Musik sowie die pure Freude am gemeinsamen Musizieren des Trios seien perfekt einfangen, schrieb Ian Mann in The Jazz Mann. Das sei improvisierte Musik, die lebendig, farbenfroh und intelligent ist, intensiv, aber auch ekstatisch – man habe wirklich das Gefühl, dass die Musiker nach einer langen Zeit der aufgezwungenen Pause der Auftritte „von der Leine gelassen“ werden. Dies sei ein hervorragendes Beispiel für das Genre und die vielen Fans von Downes dürften zweifellos daran interessiert sein, sein Spiel in einem anderen Kontext zu erleben.